# Jenő Dsida

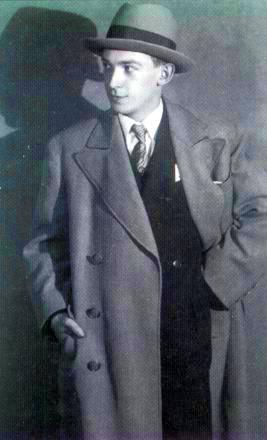
Jenő Dsida

Jenő Dsida (Szatmárnémeti / Satu Mare, 17 de mayo de 1907 - Kolozsvár / Cluj-Napoca, 7 de junio de 1938), poeta húngaro perteneciente a la minoría húngara de Transilvania (desde 1920: Rumanía).

## Vida
Estudió en su ciudad natal (Szatmárnémeti, Satu Mare en rumano, en la actualidad pertenece a Rumanía), después ingresó en la facultad de derecho de la universidad Regele Ferdinand en Cluj-Napoca (Kolozsvár en húngaro). Pero no acabó sus estudios. Desde 1927 trabajó como redactor de la revista Pásztortűz (Fuego pastoril) y desde octubre de 1928 dio clases privadas en la casa del barón Huszár en Abafája. En 1929 fue aceptado como miembro de la Sociedad Zsigmond Kemény. En 1930 participó en la fundación de la revista Erdélyi Fiatalok (Jóvenes de Transilvania) . A partir de 1934 fue redactor del Keleti Újság (Periódico Oriental) donde tenía una columna propia permanente: Anyanyelvünk (Nuestra lengua materna). En 1937 se casó con Melinda Imbery y en 1938 murió por una enfermedad cardiaca. Su tumba se encuentra en el cementerio de Házsongárd (en Cluj-Napoca/Kolozsvár).

## Obras

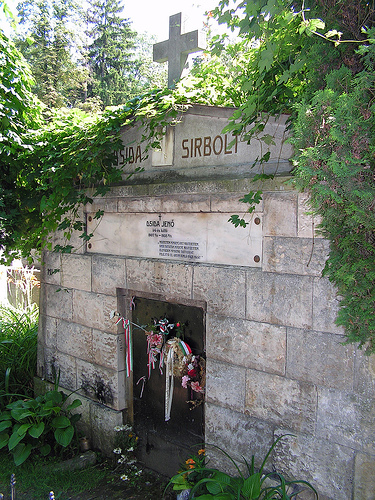
Sepulcro de Jenő Dsida en el cementerio de Házsongárd.

- Soledad acechante (Leselkedő magány, 1928)
- Jueves Santo (Nagycsütörtök, 1933)
- En la cítara de los ángeles (Angyalok citeráján, 1938)
- Terrible canto floral (Rettenetes virágének, 1928-1938)